# Зоран Јакшић
Зоран Јакшић (Панчево, 14. април 1960 — 30. јануар 2025) био је српски научник, писац научне фантастике и преводилац.

## Научна каријера
Докторирао на Електротехничком факултету у Београду. Био је научни саветник Института за хемију, технологију и металургију и дугогодишњи научни руководилац Центра за микроелектронске технологије и предавач на Електротехничком факултету у Београду.  Био је суоснивач центра изузетних вредности посвећеног микросистемским техникама.
Бавио се истраживањима у области нанотехнологија (нанофотоника) и микросистема. Оснивач је прве српске истраживачке групе посвећене плазмоници и метаматеријалима. Организатор је већег броја међународних и националних научних конференција.
Објавио је око 400 рецензираних научних публикација, од тога преко 100 чланака у међународним научним часописима, једну књигу за међународног издавача (Springer Verlag), као и неколико поглавља у међународним монографијама.

### Изабране научне публикације
- Jakšić, Zoran (2014). Micro and Nanophotonics for Semiconductor Infrared Detectors. ISBN 978-3-319-09673-5. S2CID 139061545. doi:10.1007/978-3-319-09674-2.
- Gruber, Petra; Bruckner, Dietmar; Hellmich, Christian; Schmiedmayer, Heinz-Bodo; Stachelberger, Herbert; Gebeshuber, Ille C. (2011). Biomimetics -- Materials, Structures and Processes. Biological and Medical Physics, Biomedical Engineering. Bibcode:2011bmsp.book.....G. ISBN 978-3-642-11933-0. doi:10.1007/978-3-642-11934-7.
- Z. Jakšić, Optical metamaterials as the platform for a novel generation of ultrasensitive chemical or biological sensors, in Metamaterials: Classes, Properties and Applications, ed. E. J. Tremblay, Nova Science Publishers, Hauppauge, New York, pp. 1–42, 2010.  978-1-61668-958-2..
- Jakšić, Zoran; Vuković, Slobodan M.; Buha, Jelena; Matovic, Jovan (2011). „Nanomembrane-based plasmonics”. Journal of Nanophotonics. 5 (1): 051818. Bibcode:2011JNano...5.1818J. doi:10.1117/1.3609273..
- Jakšić, Zoran; Vuković, Slobodan; Matovic, Jovan; Tanasković, Dragan (2010). „Negative Refractive Index Metasurfaces for Enhanced Biosensing”. Materials. 4 (1): 1—36. Bibcode:2010Mate....4....1J. PMC 5448475 . PMID 28879974. doi:10.3390/ma4010001 ..
- Jakšić, Zoran; Matovic, Jovan (2010). „Functionalization of Artificial Freestanding Composite Nanomembranes”. Materials. 3 (1): 165—200. Bibcode:2010Mate....3..165J. doi:10.3390/ma3010165 ..
- Jakšić, Zoran; Jakšić, Olga; Djurić, Zoran; Kment, Christoph (2007). „A consideration of the use of metamaterials for sensing applications: Field fluctuations and ultimate performance”. Journal of Optics A: Pure and Applied Optics. 9 (9): S377—S384. doi:10.1088/1464-4258/9/9/S16.

Објавио преко 80 наслова фантастике и научне фантастике. Јакшић се наводи као један од неколико „по квалитету најистакнутијих српских F и SF писаца“, а његову прозу карактерише изражена зачудност, као један од круцијалних елемената фантастике.

## Преводилачка каријера
Са енглеског превео тридесетак романа књижевне фантастике, као и већи број дужих и кратких прича. Познат и као преводилац култне пенталогије Аутостоперски водич кроз галаксију Дагласа Адамса. Од 1986. члан Удружења књижевних преводилаца Србије.

## Награде и признања
- Награда „Лазар Комарчић“ за преводилачки рад 1986. (Аутостоперски водич кроз Галаксију)
- Награда „Лазар Комарчић“ за најбољи домаћи роман објављен 1987. (Крадљивци универзума)
- Награда „Лазар Комарчић“ за преводилачки рад 1988. (Алеја проклетства)
- Награда „Лазар Комарчић“ за најбољу домаћу причу објављену 1991. („Ја сакупљам сате“)
- Награда „Лазар Комарчић“ за најбољу домаћу новелу објављену 1991. („Дубрава“)
- Награда „Лазар Комарчић“ за најбољу домаћу новелу објављену 1992. („Јека“)
- Награда „Лазар Комарчић“ за најбољу домаћу причу објављену 1992. („О зебри и ибису“)
- Награда Српског друштва за научну фантастику за НФ роман године 1996. (Крадљивци универзума)
- Награда „Лазар Комарчић“ за најбољи домаћи роман објављен 1996. (Крадљивци универзума)
- Награда „Лазар Комарчић“ за најбољу домаћу новелу објављену 2003. („Бездан“)

### Дела
Књиге
- Крадљивци универзума, роман, Дневник, Нови Сад, 1987, проширено издање 1997, Поларис, Београд
- Северњак, роман, Знак Сагите, 1996, друго издање Everest Media, 2008
- Никадорски ходочасник, збирка прича, Знак Сагите, Београд, 1992.
- Министарство сенки, збирка прича, Тардис, 2008.
- Краљеви, збирка прича, Тардис, 2009.

Одабране антологије и књижевни избори
- Тамни вилајет 1, Београд, уредник: Бобан Кнежевић, Знак Сагите, Београд, 1987.
- Тамни вилајет 1а, Београд, уредник: Бобан Кнежевић, Знак Сагите, Београд, 1987.
- Тамни вилајет 2, уредио Бобан Кнежевић, Знак Сагите, Београд, 1992.
- Тамни вилајет 3, уредио Бобан Кнежевић, Знак Сагите, Београд, 1993.
- Тамни вилајет 4, уредио Бобан Кнежевић, Знак Сагите, Београд, 1996.
- Нова српска фантастика, уредили Бобан Кнежевић и Сава Дамјанов, СИЦ, Београд, 1994.
- Монолит 6, уредио Бобан Кнежевић, Знак Сагите, Београд.
- Домаћа (пост)жанровска фантастика с краја 90-их у Орбис, Кањижа, уредник: Илија Бакић

Приче објављивао и у Политикином забавнику, ИТ новинама, Алефу, Панчевцу...